# Fidel Dávila Arrondo
Fidel Dávila Arrondo, I marqués de Dávila grande de España (Barcelona, 24 de abril de 1878-Madrid, 22 de marzo de 1962), fue un militar español. Combatió en la guerra hispano-estadounidense y en la del Rif. Participó en el golpe de Estado contra la Segunda República que originó la Guerra Civil. Tras la muerte del general Mola fue nombrado comandante en jefe del Ejército del Norte, al mando del cual tomaría parte en algunas acciones destacadas de la contienda, como la toma de Bilbao, la ofensiva de Aragón, la batalla del Ebro o la ofensiva de Cataluña.
Fue miembro de la Junta de Defensa Nacional y posteriormente presidente de la Junta Técnica del Estado (origen de la administración pública en la zona sublevada) y Ministro del Ejército en los primeros Gobiernos del general Franco. Estuvo casado con la burgalesa Teresa Jalón.

## Biografía

### Carrera militar
Nacido en Barcelona en 1878, fue el primer hijo de Mateo Dávila Gil y de su esposa Irene Arrondo Arija.
Con 16 años, ingresó en la Academia de Infantería de Toledo el 28 de agosto de 1894 y se licenció el 21 de febrero de 1896 con el grado de segundo teniente. Como oficial de infantería luchó en Cuba durante la Guerra hispano-estadounidense de 1898, por lo que recibió la Cruz del Mérito Militar.
Fue ascendido a teniente coronel y destinado al Marruecos español, donde participó en las Guerras de Marruecos. En 1929 alcanzó el grado de General de brigada, siendo jefe del Estado Mayor de la VII Región Militar.

### Segunda República
Al poco de proclamarse la Segunda República española, solicitó el retiro y se instaló en Burgos. En la antigua capital castellana participaría en la conspiración militar para derrocar el gobierno del Frente Popular que culminaría con el alzamiento militar de julio de 1936.

### Guerra Civil
En la noche del 18 al 19 de julio de 1936 ocuparía el gobierno civil de Burgos. Dávila fue miembro de la Junta de Defensa Nacional y presidente de la Junta Técnica del Estado, origen de la administración pública de los sublevados y jefe del Estado Mayor del Ejército.
Tras la muerte del general Mola en accidente aéreo, Dávila le sustituye y toma el mando del Ejército del Norte. Al mando de este Ejército lograría ocupar Vizcaya, Santander y Asturias, lo que supondría la desaparición del Frente Norte republicano y a la postre desequilibraría la balanza de la contienda a favor del bando sublevado. Después de la Campaña del Norte, mantuvo el mando de este Ejército y redistribuyó sus fuerzas para una nueva ofensiva contra la España republicana, aunque aún sumó un nuevo cargo militar a sus responsabilidades. El 31 de enero de 1938 fue nombrado ministro de Defensa dentro del Primer Gobierno franquista presidido por Franco, quedando bajo su mando las tres ramas militares: Tierra, Marina y Aire. Unos meses más tarde fue ascendido al grado de teniente general. Después de participar en la exitosa Ofensiva de Aragón, dispuso la campaña para aislar Cataluña, en la batalla del Ebro y la ocupación final de Cataluña a comienzos de 1939.

### Posguerra
En agosto de 1939 cesó al frente del Ministerio y el 19 de agosto fue nombrado capitán general de la II Región Militar (Sevilla). Fue sustituido en la Capitanía general por el teniente general Miguel Ponte el 12 de mayo de 1941, siendo nombrado titular de la Jefatura del Alto Estado Mayor. En 1940 fue nombrado caballero gran cruz de la Orden de San Lázaro de Jerusalén.

## Ministerio del Ejército
El 20 de julio de 1945 fue designado nuevo ministro del Ejército. Un año más tarde pasaría a la reserva por cumplir la edad reglamentaria. En octubre de 1949, con motivo de un viaje de Franco a Portugal, fue llamado para encabezar el gobierno durante nueve días.
En 1951 fue cesado en el Ministerio, pasando a formar parte del Consejo del Reino y nombrado presidente de Consejo Superior Geográfico. En 1949, el dictador Francisco Franco, en calidad de Jefe del Estado, le concedió el título nobiliario de marqués de Dávila, al que se le añadió grandeza de España en 1951. Tras su fallecimiento, fue ascendido honoríficamente a Capitán general del Ejército, máxima graduación militar española.

## Imputación y extinción
En 2008, fue uno de los treinta y cinco altos cargos del franquismo imputados por la Audiencia Nacional en el sumario instruido por Baltasar Garzón por los delitos de detención ilegal y crímenes contra la humanidad que se cometieron durante la Guerra civil española y los primeros años del régimen de Franco. La imputación se realizó a pesar de la notoriedad del fallecimiento de Fidel Dávila, dato que constaba en las hemerotecas y bibliografía sobre el tema; además, el general hubiera tenido 130 años en el momento de la imputación. La muerte extingue la responsabilidad criminal, como así declaró el juez finalmente cuando recibió constancia fehaciente del hecho, acaecido cuarenta y seis años antes.